# Fritz Lehmann (Ökonom)
Fritz Lehmann (geboren 13. Mai 1901 in Berlin; gestorben Juli 1940 in New York City) war ein deutsch-US-amerikanischer Ökonom.

## Leben
Fritz Lehmann war ein Neffe des Ökonomen Robert Liefmann. Er studierte Nationalökonomie an der Universität Freiburg und wurde 1924 bei Ernst Walb und Heinrich Hoeniger promoviert. Von 1926 bis 1932 wirkte er als Assistent bei Walb am Seminar für Bank- und Finanzwirtschaft der Universität zu Köln. Seit 1929 hatte er einen Lehrauftrag (Übungen über den Finanzmarkt) an der Universität Köln. 1932/33 leitete er als Walbs Vertreter die wirtschaftswissenschaftliche Abteilung des Kölner internationalen Presseinstituts. Nach der Machtergreifung der Nationalsozialisten wurde Lehmann 1933 als Jude entlassen. Durch die Unterstützung von Ernst Walb und Eugen Schmalenbach, die äußerst positive Empfehlungsschreiben für ihn verfassten, wurde er 1934 als Professor für Volkswirtschaftslehre an die New School for Social Research in New York berufen. Er lehrte Bankbetriebslehre und Finanzwirtschaft. Lehmann beging 1940 Suizid.

## Schriften (Auswahl)

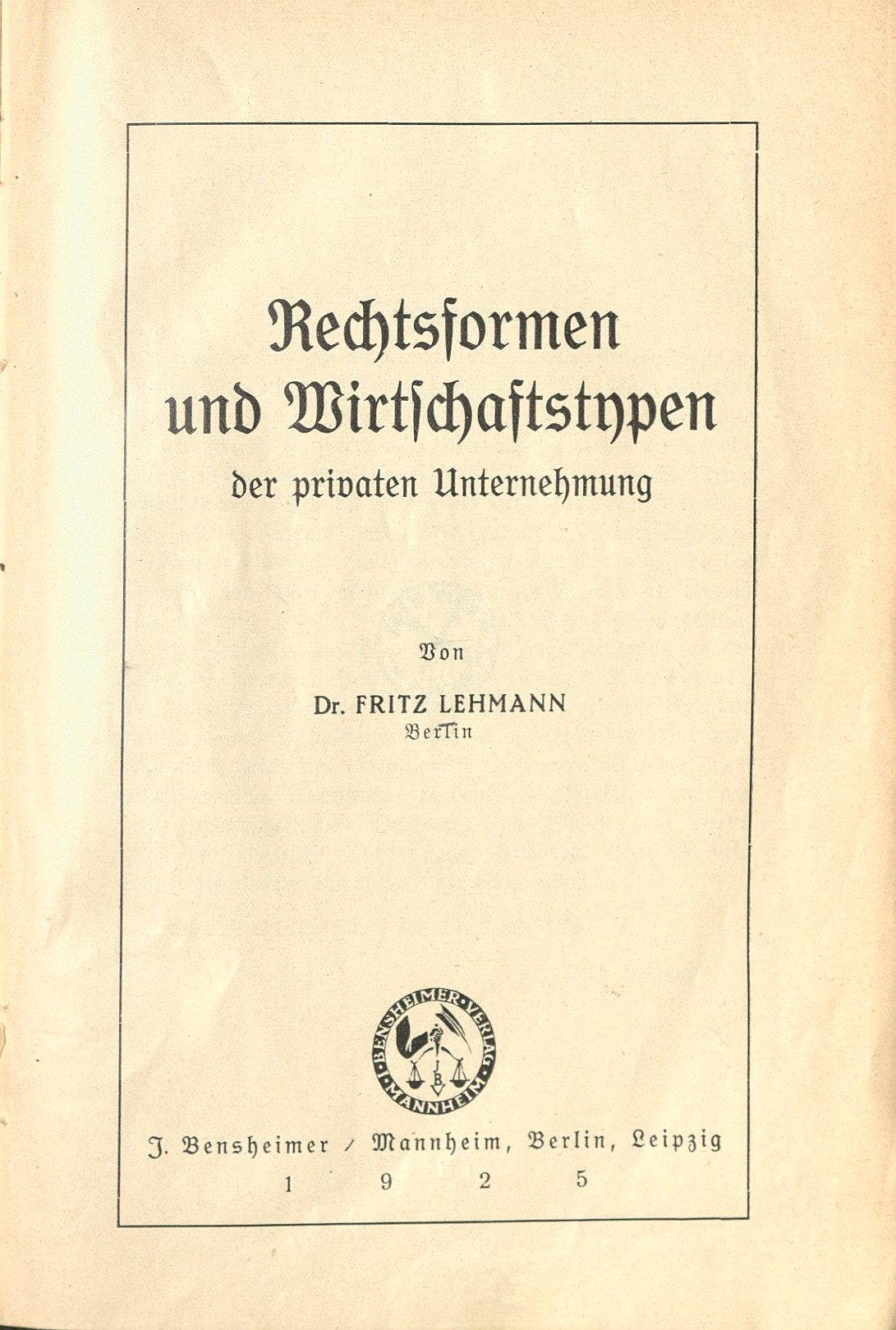
Rechtsformen und Wirtschaftstypen der privaten Unternehmung (1925)

- Rechtsformen und Wirtschaftstypen der privaten Unternehmung. Mannheim: Bensheimer, 1925
- Der Mechanismus des deutschen Geldmarkts, in: Festschrift für Eugen Schmalenbach zum 20. August 1933, gewidmet von Schülern und vom Verlage. Leipzig: G.A. Gloeckner, 1933, S. 213–244
- Gerhard Colm, Fritz Lehmann: Public Spending and Recovery in the United States. Social Research, 1936
- Max Ascoli, Fritz Lehmann (Hrsg.): Political and Economic Democracy. New York, 1937, S. 327–336
- Gerhard Colm, Fritz Lehmann: Economic Consequences of Recent American tax policy. Social Research, 1937, S. 108
- The Costs of National Defense, in: Hans Speier, Alfred Kähler (Hrsg.): War in our Time, New York, 1938, S. 171–191.
- The Gold Problem. Social Research, 1940, S. 125–150.